# Kurt Ackermann (Bauingenieur)

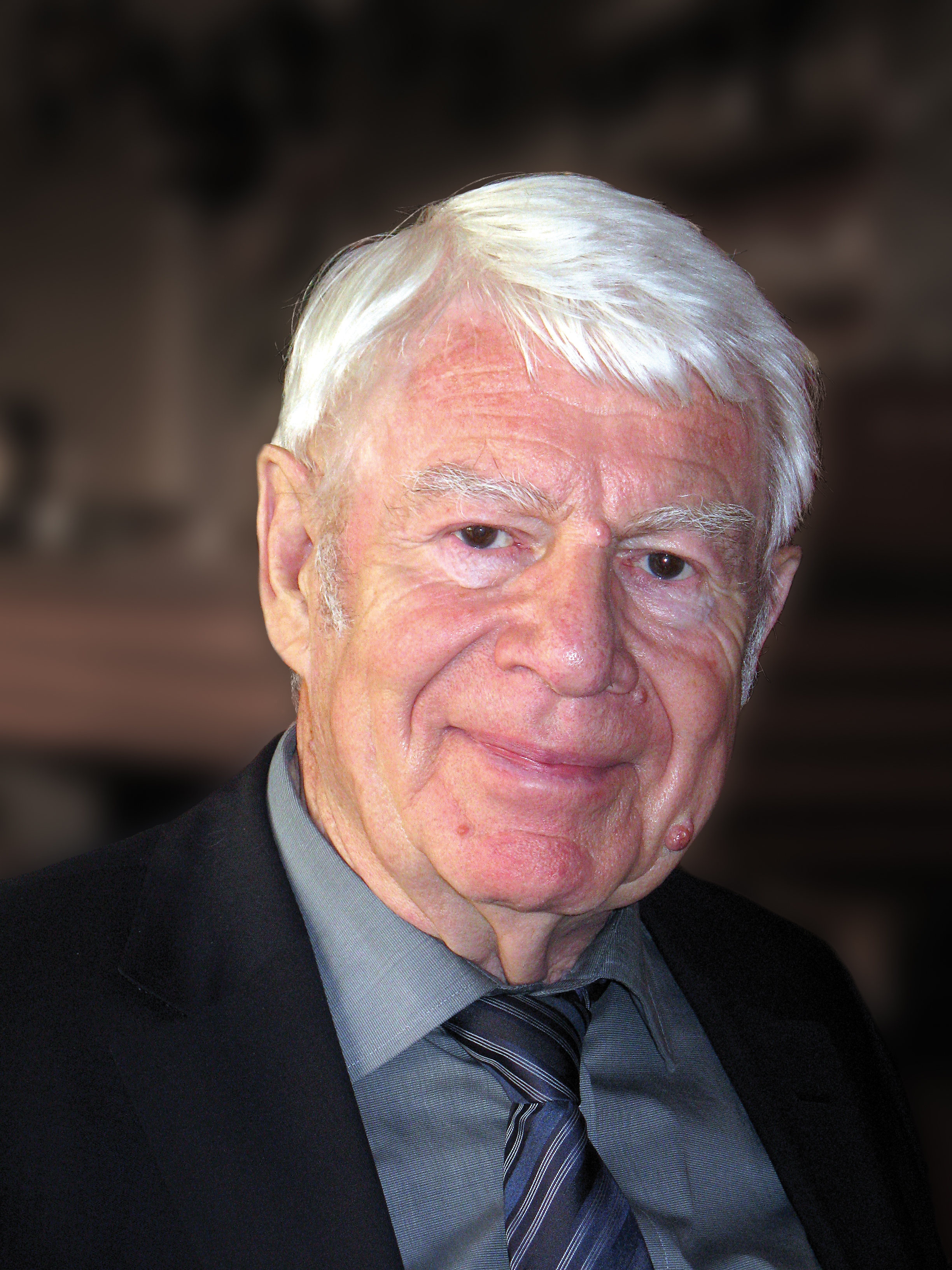
Kurt Ackerman (2010)

Kurt Ackermann (* 4. April 1934 in Ebeleben in Thüringen; † 24. Mai 2013 in Leipzig) war ein deutscher Bauingenieur, Verkehrswissenschaftler und Hochschullehrer.

## Leben und Wirken
Kurt Ackermann war der Sohn der Kaufleute Curt und Marie Ackermann. Nach dem Abitur in Erfurt wurde ihm der direkte Zugang zum Studium aus politischen Gründen verwehrt. Er arbeitete deshalb ein Jahr als Gleisbauarbeiter. Diese praktische Tätigkeit war aber gleichzeitig Voraussetzung für ein Studium an der Hochschule für Verkehrswesen in Dresden, das er 1953 im Bereich Bauingenieurswesen begann und 1958 abschloss.
Danach folgte eine Anstellung als Bauleiter bei der Reichsbahndirektion Erfurt. Ab 1961 arbeitete er als Assistent am Lehrstuhl für Eisenbahn- und Verkehrswesen der Technischen Universität Dresden, wo er 1966 mit der Dissertation Gestaltung von Binnenhafenanlagen unter Berücksichtigung des kombinierten Stückgutverkehrs zum Dr.-Ing. promoviert wurde.
Im gleichen Jahr wurde er bei der Stadtverwaltung Leipzig angestellt und mit dem Aufbau des Büros für Verkehrsplanung beauftragt, dessen Leiter er bis 1980 war. In dieser Zeit entstand der Generalverkehrsplan der Stadt und wurden zahlreiche Verkehrsprojekte umgesetzt wie die – zwischenzeitlich abgerissene – Fußgängerbrücke am Friedrich-Engels-Platz (Blaues Wunder), die Verkehrsanbindung des Neubaugebietes Leipzig-Grünau wie die Straßenbahnerschließung des Neubaugebietes Leipzig-Lößnig. Die Parkzeitregulierung und Einführung von Parkscheiben in der gesamten DDR wurden initiiert und umgesetzt. Bereits seit 1968 wurde an einem Konzept für die Verbindung Hauptbahnhof–Bayerischer Bahnhof gearbeitet, die 2013 als City-Tunnel Leipzig realisiert wurde, dessen Eröffnung Ackermann aber nicht mehr erleben konnte. Ende der 1960er Jahre führte er in Leipzig eine umfangreiche Haushaltsbefragung durch, deren Weiterentwicklung zusammen mit der TU Dresden zum System repräsentativer Verkehrsbefragungen (SrV) führte, einem wesentlichen Instrument der Verkehrsplanung, das noch regelmäßig genutzt wird, zuletzt 2018. Bereits in seiner Leipziger Zeit, als allgemein Behinderte in der Verkehrsplanung noch keine Rolle spielten, entwickelte er Grundlagen für das Planen und Bauen behindertengerechter Verkehrsanlagen, und diese Problematik beschäftigte ihn auch später noch.
Im Jahr 1981 folgte er einem Ruf als Hochschuldozent für Verkehrsplanung an die Technische Universität Dresden. Mit der Schrift Zur Entwicklung der Verkehrsplanung in Leipzig erreichte er 1984 die Promotion B, die 1991 in Dr. Ing.-habil. gewandelt wurde.
Am 1990 neugegründeten Institut für Stadtbauwesen und Verkehr an der Fakultät Bauingenieurwesen der Technischen Universität Dresden wurde er zum ordentlichen Professor berufen und zum Direktor des Instituts gewählt. 1993 wechselte er mit seinem Lehrstuhl für Verkehrs- und Infrastrukturplanung an die im Vorjahr gegründete Fakultät Verkehrswissenschaften „Friedrich List“ und wurde deren Prodekan.

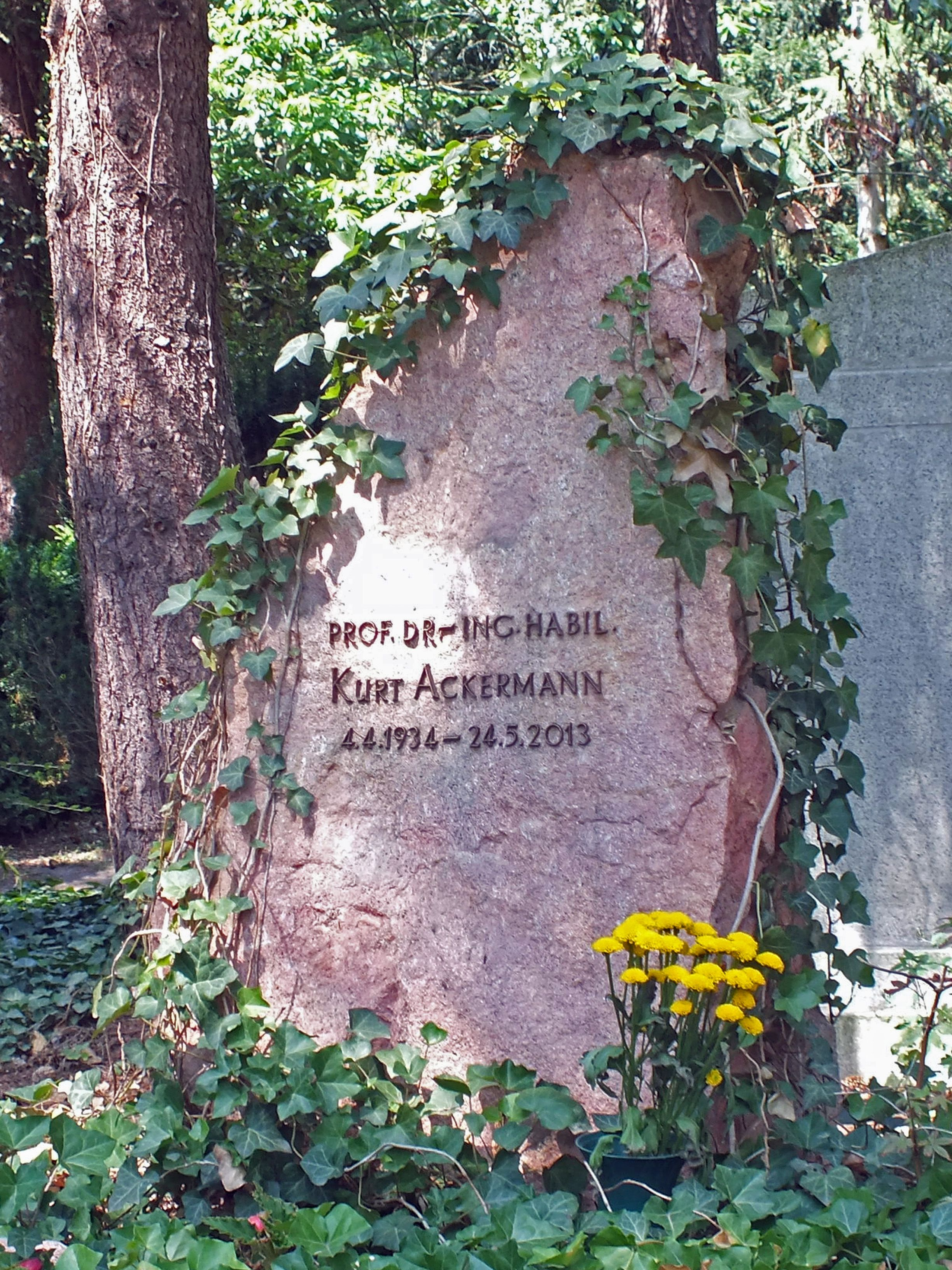
Sein Grab auf dem Leipziger Südfriedhof

Kurt Ackermann wurde 1992 als erster ostdeutscher Hochschullehrer in den Wissenschaftlichen Beirat des Bundesministeriums für Verkehr berufen.
Im Jahr 2000 wurde Kurt Ackermann emeritiert. Sein Nachfolger wurde Gerd-Axel Ahrens.
Kurt Ackermann war verheiratet mit Käthe Ackermann, geborene Barth. Das Ehepaar hatte zwei Töchter und einen Sohn. Die Familie bewohnte ein Haus in Leipzig-Marienbrunn. Kurt Ackermann starb im Jahre 2013 und wurde auf dem Leipziger Südfriedhof beigesetzt.

## Schriften (Auswahl)
- Kurt Ackermann: Gestaltung von Binnenhafenanlagen unter Berücksichtigung des kombinierten Stückgutverkehrs. Dresden, Technische Universität, Dissertation A, 1966
- Kurt Ackermann: Zur Entwicklung der Verkehrsplanung in Leipzig. Dresden, Technische Universität, Dissertation B, 1984
- Kurt Ackermann, Christian Bartz, Gabriele Feller: Behindertengerechte Verkehrsanlagen –: Planungshandbuch für Architekten und Ingenieure. Werner Verlag Düsseldorf 1997, ISBN 978-3-8041-1054-0
- Kurt Ackermann, W. Köhl: Flächennutzung und Verkehr. In: Uwe Köhler (Hrsg.): Verkehr. Straße, Schiene, Luft, Verlag Ernst & Sohn 2001, ISBN 978-3-433-01576-6
- Kurt Ackermann, Andreas Glowienka, Reinhard W. Heinemann u. a.: City-Tunnel Leipzig: Chronik einer Eisenbahnverbindung vom 19. bis zum 21. Jahrhundert. Verlag Strom & Strom 2004, ISBN 978-3-9807618-4-0
- 42 wissenschaftliche Aufsätze, zusammengestellt bei SÄBI (Sächsische Bibliographie)